# کریات ملاخی
کریات ملاخی (در عبری: קריית מלאכי) نام شهری در استان جنوبی اسرائیل است که جمعیت آن در سال ۲۰۰۶ ۱۹٬۵۰۰ نفر و مساحت آن ۴٬۶۳۲ کیلومتر مربع بوده است.